# Taplejung (Distrikt)
Der Distrikt Taplejung (Nepali ताप्लेजुङ जिल्ला) ist einer von 77 Distrikten in Nepal und gehört seit der Verfassung von 2015 zur Provinz Koshi.
Sein Hauptort ist die gleichnamige Stadt Taplejung.

## Geographie
Der 3646 km² große Distrikt ist der nordöstlichste nepalesische Distrikt und liegt direkt an der indischen und chinesischen Grenze im Himalaya.
Seine Distriktnachbarn sind im Westen Sankhuwasabha, im Süden Terhathum und Panchthar. Im Osten grenzt Taplejung an den indischen Bundesstaat Sikkim sowie im Norden an das Autonome Gebiet Tibet.
Der höchste Punkt des Distrikts ist der 8586 m hohe Kangchendzönga, der dritthöchste Berg der Erde.

### Klima
Die Durchschnittstemperatur beträgt 11,3 °C, die Minimaltemperatur 0 °C und die Maximaltemperatur 30 °C. Die durchschnittliche Niederschlagsmenge beträgt 1440 mm pro Jahr.

## Bevölkerung
Gemäß der Volkszählung hatte der Distrikt im Jahr 2001 134.698 Einwohner und die Bevölkerungsdichte betrug 36,9 Personen/km². Es leben in dem Distrikt folgende ethnische Gruppen: Limbus, Tibeter, Sherpas, Rai, Gurung, Magar, Newar, Tamangs, Sunuwar.

## Verwaltungsgliederung
Städte im Distrikt Taplejung:
- Taplejung

Gaunpalikas (Landgemeinden):
- Aathrai Triveni
- Sidingwa
- Fatthanglung
- Mikkwakhola
- Meringden
- Maiwakhola
- Pathibhara Yangwarak
- Sirijangha